# Skeleton op de Olympische Winterspelen 2006
Skeleton is een van de sporten die beoefend werden tijdens de Olympische Winterspelen 2006 in Turijn. Het bestond uit het volgende programma:

## Programma
| Datum       | Onderdeel |
| ----------- | --------- |
| 16 februari | Vrouwen   |
| 17 februari | Mannen    |

## Mannen

### Individueel
| Titelverdediger | Jim Shea jr. | Verenigde Staten |
| --------------- | ------------ | ---------------- |

| rang   | sporter(s)          | land | run 1 | run 2 | totaal  |
| ------ | ------------------- | ---- | ----- | ----- | ------- |
| Goud   | Duff Gibson         | CAN  | 57.80 | 58.08 | 1.55.88 |
| Zilver | Jeff Pain           | CAN  | 57.98 | 58.16 | + 0.26  |
| Brons  | Gregor Stähli       | SUI  | 58.39 | 58.41 | + 0.92  |
| 4      | Paul Boehm          | CAN  | 58.61 | 58.45 | + 1.18  |
| 5      | Kristan Bromley     | GBR  | 58.35 | 58.75 | + 1.22  |
| 6      | Eric Bernotas       | USA  | 58.43 | 58.76 | + 1.31  |
| 7      | Martins Dukurs      | LAT  | 58.79 | 58.60 | + 1.51  |
| 8      | Adam Pengilly       | GBR  | 58.37 | 59.09 | + 1.58  |
| 9      | Sebastian Haupt     | GER  | 58.48 | 59.10 | + 1.70  |
| 10     | Ben Sandford        | NZL  | 59.16 | 58.60 | + 1.88  |
| 11     | Kazuhiro Koshi      | JPN  | 58.65 | 59.40 | + 2.17  |
| 12     | Maurizio Oioli      | ITA  | 59.28 | 59.24 | + 2.64  |
| 13     | Martin Rettl        | AUT  | 59.23 | 59.53 | + 2.88  |
| 14     | Phillippe Cavoret   | FRA  | 59.79 | 59.08 | + 2.99  |
| 15     | Aleksandr Tretjakov | RUS  | 59.71 | 59.32 | + 3.15  |

## Vrouwen

### Individueel
| Titelverdediger | Tristan Gale | Verenigde Staten |
| --------------- | ------------ | ---------------- |

| rang   | sporter(s)                     | land | run 1   | run 2   | totaal  |
| ------ | ------------------------------ | ---- | ------- | ------- | ------- |
| Goud   | Maya Pedersen                  | SUI  | 59.64   | 1.00.19 | 1.59.83 |
| Zilver | Shelley Rudman                 | GBR  | 1.00.57 | 1.00.49 | + 1.23  |
| Brons  | Mellisa Hollingsworth-Richards | CAN  | 1.00.39 | 1.01.02 | + 1.58  |
| 4      | Diana Sartor                   | GER  | 1.00.29 | 1.01.40 | + 1.86  |
| 5      | Constanza Zanoletti            | ITA  | 1.00.99 | 1.01.18 | + 2.34  |
| 6      | Katie Uhlaender                | USA  | 1.00.87 | 1.01.43 | + 2.47  |
| 7      | Tanja Morel                    | SUI  | 1.00.85 | 1.01.65 | + 2.67  |
| 8      | Anja Huber                     | GER  | 1.01.12 | 1.01.44 | + 2.73  |
| 9      | Desiree Bjerke                 | NOR  | 1.00.92 | 1.01.70 | + 2.79  |
| 10     | Lindsay Alcock                 | CAN  | 1.01.26 | 1.01.59 | + 3.02  |
| 11     | Svetlana Trunova               | RUS  | 1.01.23 | 1.01.83 | + 3.23  |
| 12     | Louise Corcoran                | NZL  | 1.01.06 | 1.02.03 | + 3.26  |
| 13     | Michelle Steele                | AUS  | 1.01.26 | 1.02.21 | + 3.64  |
| 14     | Eiko Nakayama                  | JPN  | 1.01.82 | 1.02.10 | + 4.09  |
| 15     | Monika Wolowiec                | POL  | 1.02.31 | 1.02.99 | + 5.47  |

## Medaillespiegels

### Landen
| Plaats | Land             | NOC    | Goud | Zilver | Brons | Totaal |
| ------ | ---------------- | ------ | ---- | ------ | ----- | ------ |
| 1      | Canada           | CAN    | 1    | 1      | 1     | 3      |
| 2      | Zwitserland      | SUI    | 1    | 0      | 1     | 2      |
| 3      | Groot-Brittannië | GBR    | 0    | 1      | 0     | 1      |
| Totaal | Totaal           | Totaal | 2    | 2      | 2     | 6      |

### Atleten
| rang | atleet                         | land | goud | zilver | brons | totaal |
| ---- | ------------------------------ | ---- | ---- | ------ | ----- | ------ |
| 1    | Duff Gibson                    | CAN  | 1    | 0      | 0     | 1      |
|      | Maya Pedersen                  | SUI  | 1    | 0      | 0     | 1      |
| 3    | Jeff Pain                      | CAN  | 0    | 1      | 0     | 1      |
|      | Shelley Rudman                 | GBR  | 0    | 1      | 0     | 1      |
| 5    | Mellisa Hollingsworth-Richards | CAN  | 0    | 0      | 1     | 1      |
|      | Gregor Stähli                  | SUI  | 0    | 0      | 1     | 1      |

St. Moritz 1928 · 
St. Moritz 1948 · 
Salt Lake City 2002 · 
Turijn 2006 · 
Vancouver 2010 · 
Sotsji 2014 · 
Pyeongchang 2018 · 
Peking 2022 
Lijst van olympische medaillewinnaars
Alpineskiën · Biatlon · Bobsleeën · Curling · Freestyleskiën · Kunstrijden · Langlaufen · Noordse combinatie · Rodelen · Schaatsen · Schansspringen · Shorttrack · Skeleton · Snowboarden · IJshockey